# Leptospermum emarginatum
Leptospermum emarginatum là một loài thực vật có hoa trong Họ Đào kim nương. Loài này được H.L.Wendl. ex Link mô tả khoa học đầu tiên năm 1822.